# 福岡県司法書士会
福岡県司法書士会（ふくおかけんしほうしょしかい）は、日本に50法人ある司法書士会のひとつである。

## 概要
日本に50法人ある司法書士会のひとつで松本篤が会長を務めている。現在、1,001名の司法書士が所属している。

## 支部
- 福岡東支部
- 福岡西支部
- 福岡南支部
- 筑後支部
- 北九州支部
- 筑豊支部

## 面談による無料法律相談
- 福岡東総合相談センター
- 福岡西総合相談センター
- 福岡南総合相談センター
- 筑後総合相談センター
- 北九州総合相談センター
- 筑豊京築総合相談センター

## 所在地
福岡県福岡市中央区舞鶴3丁目2番23号